# M1867 Werndl-Holub

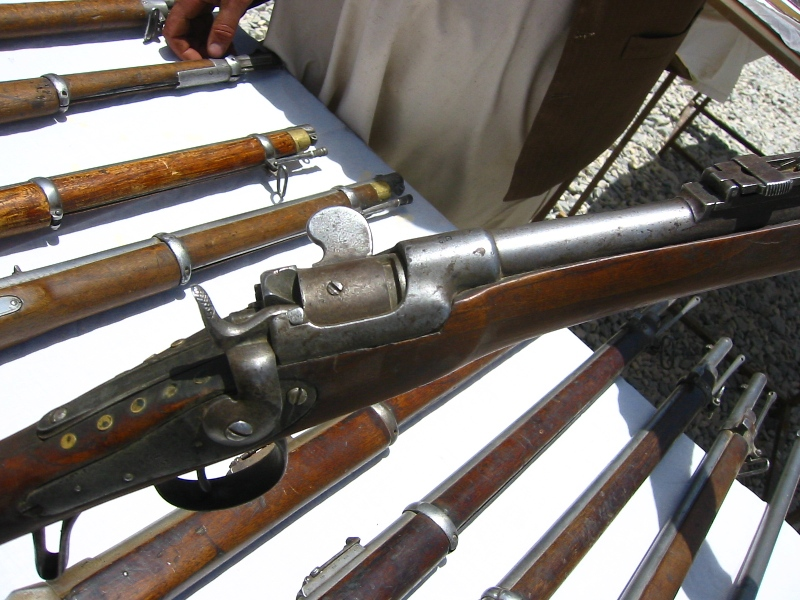
Otočný blokový závěr systému Werndl-Holub

M1867 Werndl-Holub byla jednoranná zadovka komorovaná pro jednotný kovový náboj ráže 11,15 mm. Od července 1867 byla zavedena do výzbroje rakouskouherské armády, kde nahradila pušku Wänzl M1866. Jejími konstruktéry byli rakouský továrník Josef Werndl (1831–1889) a český puškař Karel Holub (1830–1903), kteří si ji nechali v letech 1866–1867 patentovat.

## Historie
Josef Werndl a Karel Holub se seznámili snad již v době, kdy Holub v rámci vojenské služby pracoval v puškařské dílně ve vídeňském arzenálu. Po svém odchodu do civilu v roce 1857 začal Holub pracovat ve Werndlově zbrojovce ve Steyru, kde mu Werndl posléze nabídl místo předáka. Společně pak začali vyvíjet novou zbraň.
Poté, co Holub roku 1866 dokončil práce na novém závěru pro jejich pušku, přihlásili ji s Werndlem v listopadu 1866 a v dubnu 1867 k patentové ochraně. Tato jednoranná zadovka s blokovým otočným závěrem nesla zpočátku název Werndl-Holub´sches Hinterladungs-Gewehr (Werndl-Holubova zadovka), nicméně do výzbroje rakouskouherské armády byla v červenci 1867 zavedena jako „systém Werndl“, jelikož Werndl odkoupil od Holuba práva na využití jeho patentů. Holubův přínos tak zůstal širší veřejnosti v podstatě utajen.
Pušku vyráběla Werndlova Akciová společnost Österreichische Waffenfabriks-Gesellschaft (OEWG), v níž byl Holub technickým ředitelem. Jak již bylo řečeno, byla původně komorována pro rakouský jednotný kovový náboj se středovým zápalem 11mm scharfe Patrone M.67 (11,15 x 42 R). V roce 1877 byla překomorována pro náboj se zúženým hrdlem 11mm scharfe Patrone M.77 se středovým zápalem (11,15 x 58 mm R).
Počátkem 70. let 19. století Holub konstrukčně zjednodušil závěr a zámek, čímž vznikl model 1873.
Puška M1867/1873 slavila v rakouské armádě řadu úspěchů. Ještě během 1. světové války ji používaly druhosledové jednotky a u celní stráže sloužila až do roku 1918. Od roku 1885 ji však začala nahrazovat puška Mannlicher. Tato opakovací puška, kterou zkonstruoval Ferdinand Mannlicher (1848–1904), se stala hlavní pěchotní zbraní rakouskouherské armády na přelomu 19. a v první třetině 20. století.